# Félix de Roquefeuil
 (janvier 2015).
Améliorez-le ou discutez des points à vérifier. 
Louis-Félix de Roquefeuil, né le 1er juin 1833 à Dreux (Eure-et-Loir) et mort le 30 mars 1893 à Versailles, est une personnalité du catholicisme social français du XIXe siècle. Conseiller référendaire à la Cour des Comptes, cofondateur des « Cercles catholiques d'ouvriers », il contribue à la définition de la Doctrine Sociale de l'Église catholique et apporte sa pierre à la proclamation de l'encyclique Rerum Novarum.

## Les Cercles catholiques d'ouvriers
Après avoir soutenu une thèse de licence de droit, Félix de Roquefeuil est auditeur puis conseiller à la Cour des Comptes.
En 1871, Albert de Mun, François René de La Tour du Pin rencontrent Félix de Roquefeuil. Dans un contexte où les catholiques sont dans l'ignorance de la Doctrine sociale de l'Église et les effets néfastes du Libéralisme se développent, ceux-ci décident de fonder l'œuvre des « Cercles catholiques d'ouvriers ». 
« L'œuvre a pour but la rechristianisation de la France sous l'impulsion des classes dirigeantes et la mise en application des préceptes de l'Église concernant ses rapports avec la Société civile ».
L'œuvre est présidée par Villermont, Albert de Mun en est le secrétaire général et Félix de Roquefeuil, en tant que responsable de la « doctrine » met sa puissance de travail, sa fermeté doctrinale au service de l'élaboration d'un programme social. L'œuvre établit son premier groupe à Belleville en 1872, puis fonde d'autres cercles à Paris, Lyon et en province. À Paris, dans la Paroisse de Sainte Clotilde, Monseigneur Gaspard Mermillod contribue au lancement du mouvement. 
Élu député en 1876, Albert de Mun soutient au parlement une politique favorable à la classe ouvrière, demandant la réglementation du travail de la femme, de l'enfant, le repos dominical. En 1878, l'œuvre compte 45 000 adhérents et 400 cercles. En 1878, un Conseil des études est confié à Félix de Roquefeuil pour assister l'Œuvre de ses avis en énonçant des principes propres à « contrer le libéralisme économique qui enfonce l'ouvrier dans la servitude ». Les problèmes sont analysés et approfondis par des commissions particulières : Régime de la Liberté du Travail, de la propriété, des échanges, des grèves et coalitions, des associations professionnelles d'arts et métiers, des devoirs du pouvoir envers le travail ; Dans cette mouvance, Léon Harmel crée des congrès ouvriers : Des réunions publiques sont organisées à l'attention des ouvriers qui débouchent sur la création de nouveaux cercles.
L'œuvre prend de l'importance jusqu'en 1883 : députés et sénateurs la rejoignent et travaillent à la rédaction de projets législatifs. Beaucoup d'officiers, séduits par la cause, soutiennent et organisent des conférences jusqu'en 1884, date à laquelle le gouvernement anti-clérical les en empêche.
Félix de Roquefeuil expose les idées et la doctrine des cercles ouvriers d'abord dans les journaux catholiques, puis fonde la Revue de l'Association catholique qui tirera jusqu'à 5 000 exemplaires. En 1889, Félix de Roquefeuil, malade, doit abandonner la présidence du Conseil des études. Après son retrait, l'association catholique militante stagne puis décline.

## Sources
- "Roquefeuil Louis Félix comte de", in: Dictionnaire historique, généalogique et biographique (1807-1947), Cour des comptes